# K.u.k. Infanterieregiment „Hoch- und Deutschmeister“ Nr. 4

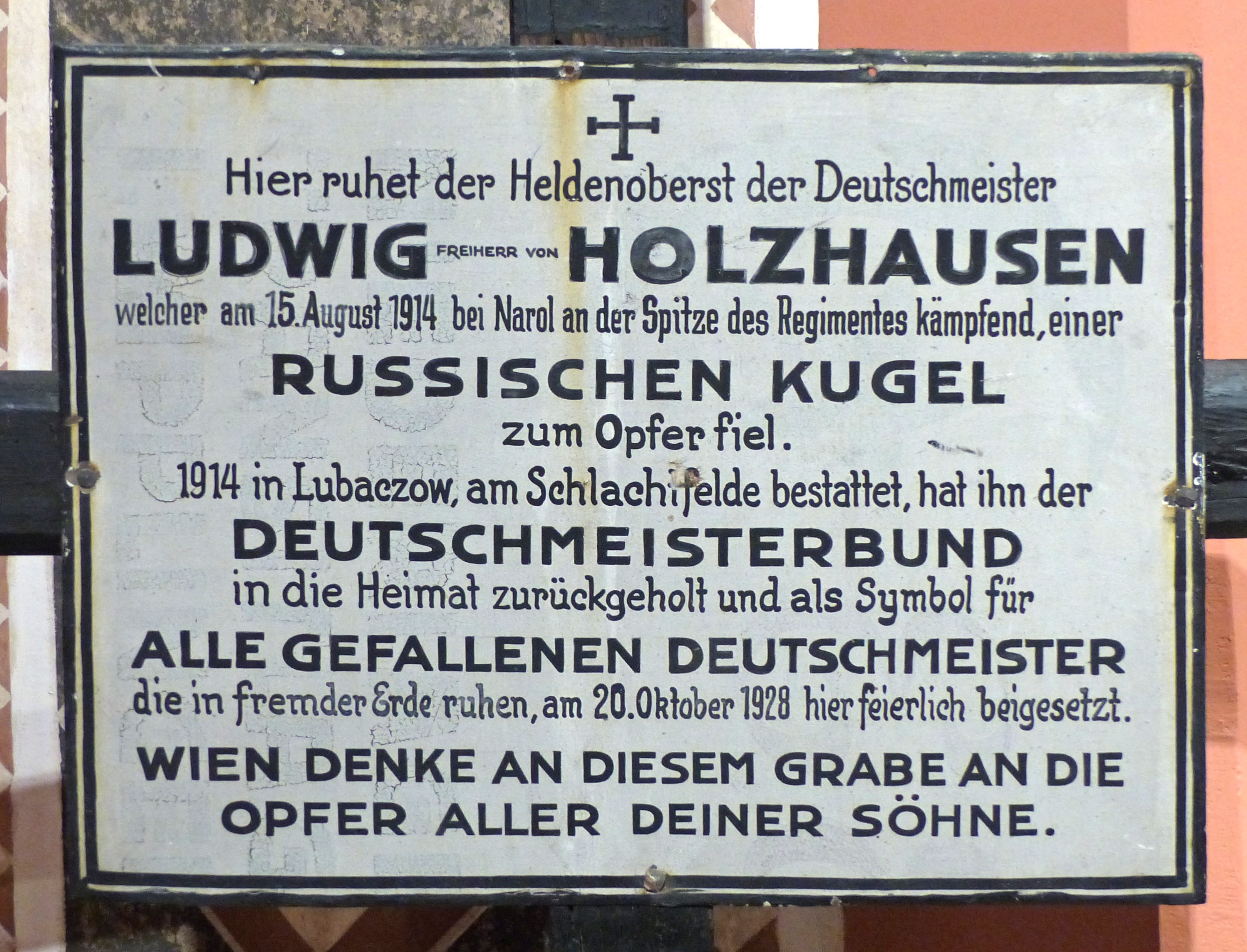
Grabkreuz des 1914 gefallenen Regimentskommandanten Oberst Freiherr Ludwig von Holzhausen im Heeresgeschichtlichen Museum Wien

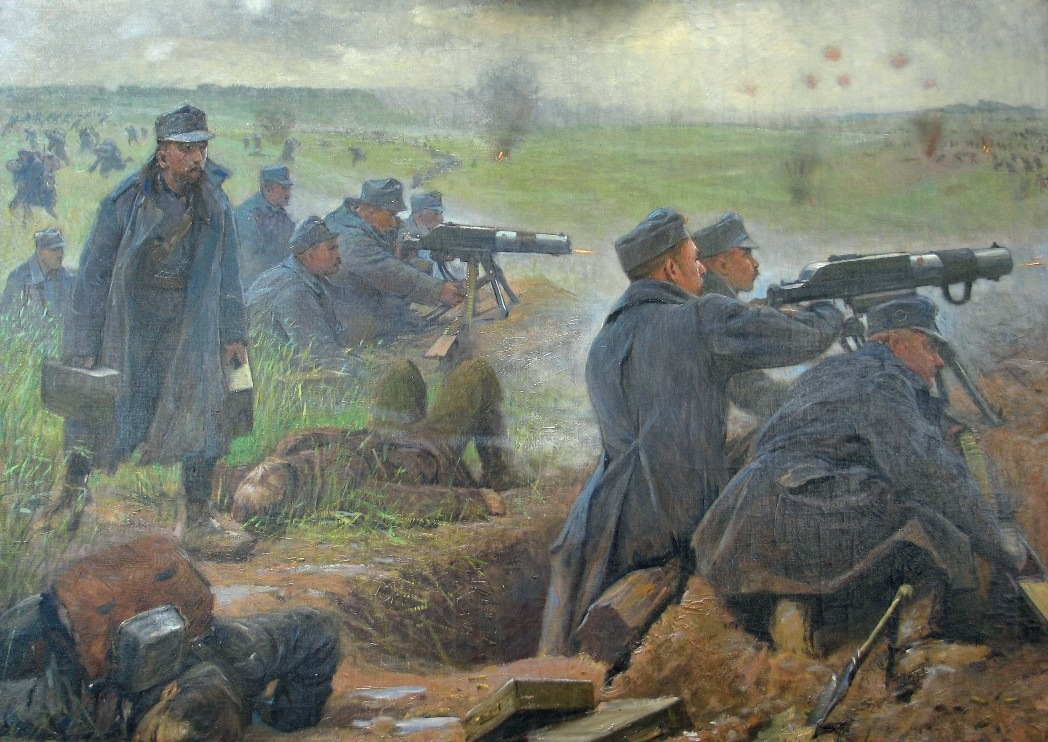
Abwehrkampf der Maschinengewehrabteilung II des Regiments auf der Höhe Gora Sokal am Bug, 20. Juli 1915 (Gemälde von Karl Friedrich Gsur)

Das als kaiserliches Regiment Pfalz-Neuburg-Teutschmeister zu Fuß 1696 errichtete spätere k.u.k. Infanterie-Regiment Hoch- und Deutschmeister Nr. 4; umgangssprachlich kurz: Hoch- und Deutschmeister war ein Infanterie-Regiment der kaiserlich-habsburgischen und später der k.u.k. Armee. Das Regiment ist vor allem durch vielfältige Rezeption in Musik und Populärkultur bekannt, insbesondere durch den Hoch- und Deutschmeister-Marsch von 1880 und den Deutschmeister-Regimentsmarsch von 1893.

## Geschichte
Das Regiment wurde 1696 durch einen Vertrag Kaiser Leopolds I. mit dem Hochmeister des Deutschen Ordens, Franz Ludwig von Pfalz-Neuburg, errichtet und hieß zunächst nach seinem Inhaber „Pfalz-Neuburg-Teutschmeister“, wurde aber bald nur noch „Teutschmeister“ genannt. Das Regiment wurde in Franken geworben und danach in Donauwörth gesammelt und gemustert, um dann am 3. Juni 1696 in den kaiserlichen Dienst übernommen zu werden.
Das Regiment nahm am Großen Türkenkrieg teil und war die meiste Zeit in Siebenbürgen eingesetzt. Am 11. September 1697 schlug das Teutschmeister-Regiment bei Zenta seine erste große Schlacht. Das Regiment zeichnete sich dabei so aus, dass der Kaiser auf den Bericht des Prinzen Eugen ein Dank- und Anerkennungsschreiben an den damaligen Kommandeur des Regiments, Damian Hugo Freiherr von Viermund zu Neersen erließ. 1717, in der Schlacht von Belgrad, fiel der Kommandeur Damian Casimir von Dalberg. Im Siebenjährigen Krieg nahm das Regiment 1757 an der Schlacht bei Kolin teil, worauf sich auch sein Traditionstag, der 18. Juni 1757, zurückführt. Nach diesem Krieg wurden dem Regiment die Gegend des Wienerwaldes und die Wiener Vorstädte zur Werbung zugewiesen, worauf hin es sich zum Wiener Hausregiment entwickelte. Bei Einführung der Stammnummern für Infanterieregimenter 1769 erhielt das Regiment die Nr. 4. Inhaber des Regiments war der jeweilige Deutschmeister, dessen Amt von 1530 bis 1929 mit dem des Hochmeisters vereinigt und daher „Hoch- und Deutschmeister“ genannt wurde, so dass 1814 der Regimentsname offiziell in „Hoch- und Deutschmeister“ geändert wurde. Durch den Frieden von Pressburg 1805 war bis 1918 stets ein Habsburger Erzherzog Deutschmeister und daher Inhaber.
Im August 1914, kurz vor Beginn des Ersten Weltkriegs gehörte das Regiment (zu 95 % bestehend aus Deutschen) zum II. Armeekorps und war in Wien stationiert. Kommandant war Oberst Freiherr Ludwig von Holzhausen.
Im Jahre 1915 verloren alle Regimenter ihre Zusatz- und Ehrennamen und wurden nur noch nach ihrer Stammnummer benannt. Von da an hieß das Regiment offiziell nur noch Infanterie-Regiment Nr. 4.

## Regimentskommandeure
- 1696 Obristlieutenant Graf Damian Hugo von Virmont
- 1704 Obrist  Freiherr Bertram Anton von Wachtendonk
- 1708 Obrist Freiherr Casimir von Dalberg
- 1717 Obrist Graf Johann von O'Nelly
- 1734 Obrist Freiherr Franz von Globitz
- 1735 Obristlieutenant Alexander von MacDonell (ad interim)
- 1736 Obrist Freiherr Joseph von Heydorff
- 1739 Obrist Anton von Colloredo-Waldsee
- 1743 Obristlieutenant Freiherr Wilhelm von Lestwitz
- 1750 Obrist Graf Carl von Colloredo
- 1753 Obrist Freiherr Carl Ludwig von Lestwitz
- 1756 Obrist Carl Mohr von Wald
- 1757 Obrist Graf Franz von Callenberg
- 1760 Oberst Freiherr Johann Christoph von Meichsner zu Adelshofen
- 1772 Oberst Ludwig von Grafforst
- 1779 Oberst Freiherr Friedrich von Lilien
- 1788 Oberst Freiherr Wilhelm von Rosenberg
- 1792 Oberst Freiherr Wilhelm von Kerpen
- 1794 Oberst Graf Ignaz von Brandis
- 1797 Oberst Carl von Brixen
- 1800 Oberst Friedrich Kirchner
- 1802 Oberst Philipp von Faber
- 1805 Oberst Freiherr Franz von Engelhardt
- 1809 Oberst Joseph von Klopstein
- 1813 Oberst Freiherr Stephan von Erdmann
- 1824 Oberst Freiherr Ferdinand von Voith von Sterpetz
- 1827 Oberst Freiherr Johann von Wöber
- 1832 Oberstlieutenant Freiherr Ludwig von Fels
- 1834 Oberst Fürst Carl  von Schwarzenberg
- 1840 Oberst Heinrich Edler von Habermann
- 1848 Oberst Franz Bubna von Wahrlich
- 1849 Oberstlieutenant Freiherr Carl von Kellner von Köllenstein
- 1849 Oberstlieutenant Fürst Albert
- 1854 Oberst Anton Laaba von Rosenfeld
- 1854 Oberst Carl Wachter von Wachenhain
- 1859 Oberst Johann Plochl
- 1862 Oberst Joseph Ritter von Kolbenschlag von Reinhartstein
- 1864 Oberst Johann Töply von Hohenvest
- 1866 Oberst Wilhelm von Peinlich
- 1866 Oberst Johann Töply von Hohenvest
- 1868 Oberst Carl Bolzano Edler von Kronstädt
- 1871 Oberst Ludwig Bandian
- 1875 Oberst Gustav Borosini von Hohenstern
- 1879 Oberst Carl Prévôt
- 1881 Oberst Carl Möraus
- 1884 Oberst Raimund Dorner
- 1889 Oberst Joseph Ritter von Guggenberg
- 1891 Oberst Johann Werner
- 1896 Oberst Liborius Hausner

## Stationierungsorte
| - 1699 Hermannstadt - 1711 Huszt - 1714 Aachen - 1715 Luxemburg - 1716 Brüssel, dann Roermond - 1718 Brüssel - 1719 Gent, Mechelen - 1720 Brüssel - 1721 Gent - 1722 Brüssel - 1725 Mons - 1728 Brüssel - 1730 Antwerpen - 1731 Schweidnitz - 1733 Pilsen - 1736 Pavia - 1749 Marburg, dann Klagenfurt - 1752 Jung-Bunzlau - 1754 Ofen - 1763 Mons - 1775 Bruck an der Leitha | - 1777 Ungarisch-Brod - 1779 Wien - 1785 Brüssel - 1786 Wien - 1791–1808 Wien - 1808 Wiener Neustadt - 1809 Wien - 1815 Mailand - 1816 St. Pölten - 1820 Bergamo - 1821 Nocera - 1822 Neapel - 1825 Capua - 1827 Casalmaggiore - 1829 Klagenfurt - 1830 Enns (St. Pölten), dann Linz - 1831 Klagenfurt, dann Görz, später Udine - 1832 Bassano, dann Verona, Bassano - 1834 Verona, Mailand - 1836 Kaiser-Ebersdorf, dann Linz - 1839 Kaiser-Ebersdorf | - 1840 Wien - 1846 Tarnów - 1847 Lemberg - 1849/50 Raab, Neutra, Kaschau - 1851 Komorn, Raab, dann Preßburg - 1853 Komorn, - 1854 Wien, dann Klausenburg, später in Galizien - 1855 Pest - 1858 Debreczin - 1859 Preßburg - 1862 Alt-Arad - 1863 Pest - 1866 Völkermarkt, dann Ragusa - 1869 Graz - 1871 Tulln - 1879 Cattaro - 1881 Innsbruck - 1882 Wien - 1893 Iglau - 1896–1914 Wien |

## Verbandstradition nach 1918
Spätere Truppenteile erhielten aus Traditionsgründen ebenfalls den Ehrennamen „Hoch- und Deutschmeister“.
Im Bundesheer der ersten österreichischen Republik erhielt das Infanterieregiment 4 den Traditionsnamen „Hoch- und Deutschmeister“.
Während des Zweiten Weltkrieges trug die 44. Infanterie-Division (Wehrmacht) nach ihrer Vernichtung in Stalingrad und nach der Wiederaufstellung ab dem 1. Juni 1943 den Ehrennamen 44. Reichs-Grenadier-Division Hoch- und Deutschmeister, wobei das 3. Bataillon des Grenadier-Regiments Nr. 134 als einer der wenigen Verbände der deutschen Wehrmacht eine gesonderte Fahne führte, die der Truppenfahne der ehemaligen k.u.k. Armee nachgebildet war und damit von den Bataillonsstandarten abwich.
Die militärischen Traditionsträger im österreichischen Bundesheer der heutigen Republik waren zunächst das Landwehrstammregiment 21 (dann als Jägerregiment 2 der 2. Jägerbrigade) und anschließend bis zu seiner Auflösung im Sommer 2006 das Jägerregiment Wien. Seitdem wird die Tradition vom Jägerbataillon Wien 1 „Hoch- und Deutschmeister“ fortgesetzt, einem Verband der österreichischen Miliz.

## Deutschmeisterdenkmal

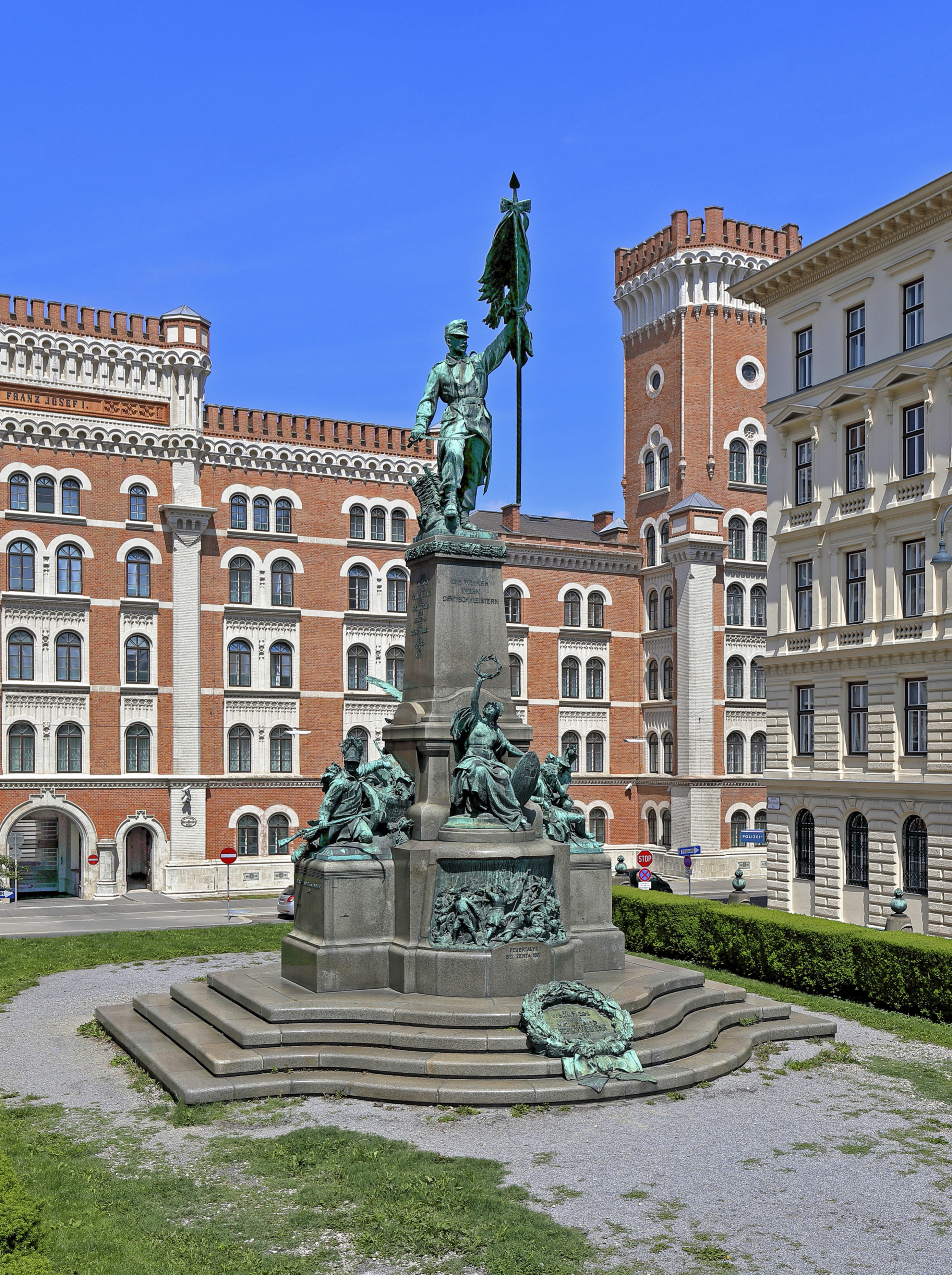
Das Deutschmeister-Denkmal am Deutschmeisterplatz in Wien

Im Jahr 1876 wurde in Wien Innere Stadt (1. Bezirk) der Deutschmeisterplatz nach dem Regiment benannt. Anlässlich der Feier des 200-jährigen Bestehens des Regiments 1896 wurde ihm auf diesem Platz das Deutschmeister-Denkmal gestiftet. Dieses wurde am 29. September 1906 enthüllt. Auf dessen Vorderseite ist im Relief die „Feuertaufe bei Zenta 1697“ und auf der Rückseite die „Graf Soro bei Kolin 1757“ dargestellt.

## Deutschmeisterbund
Ehemalige Angehörige des Regiments und seiner Nachfolge- bzw. Traditionstruppenteile der ersten Republik sowie der in der Regimentstradition stehenden Deutschmeistervereine werden Deutschmeister genannt. Diese Vereine bestehen teilweise seit Ende des 19. Jahrhunderts und sind im Deutschmeisterbund unter dem Protektorat des Hochmeisters des Deutschen Ordens zusammengeschlossen. Dieser Dachverband (Wahlspruch: Deutschmeister ist und bleibt man) wurde 1986 gegründet und hat seinen Sitz in Wien. Bereits von 1919 bis 1945 und von 1956 bis 1974 gab es mit gleichem Namen und Sitz eine solche Dachorganisation.
Mitgliedsvereine in Österreich sind:
- Verein Hoch- und Deutschmeister IR 4
- Deutschmeister-Schützenkorps
- „k. u. k. Wiener Regimentskapelle IR4“ – k. u. k. Wiener Regimentskapelle IR4[4]
- Kameradschaft der Angehörigen der ehem. 2. Division des österr. Bundesheeres sowie der ehem. 44. Infanterie-Division später Reichsgrenadier-Division ‚Hoch- u. Deutschmeister‘
- Verein der Freunde des Jägerbataillons WIEN 1 „Hoch- und Deutschmeister“
- Deutschmeister 1809 Infanterieregiment No. 4 in Perchtoldsdorf
- Original Hoch- und Deutschmeister „Original Hoch- und Deutschmeister“ Kapelle des K. und K. Infanterieregiments Hoch und Deutschmeister Nr. 4[5]

In Deutschland gehören dem Bund u. a. an:
- Historische Deutschorden-Compagnie zu Mergentheim e. V.
- Deutschordens-Kapelle Ellingen e. V.
- Freundeskreis Hoch- und Deutschmeister Mannheim (gegründet 1989, Mitglied seit 1995, Austritt 2010)

Die Deutschmeister treffen sich jährlich am St. Georgstag in der alten Residenz ihres Protektors in Bad Mergentheim. Die ihnen bis heute gemeinsame Farbe ist hellblau als alte Egalisierungsfarbe des Regiments. Sie findet sich heute noch im Abzeichen des Deutschmeisterbundes sowie in seinen Ehrenzeichen und in den Traditionsuniformen.
Der Deutschmeisterbund hält Kontakt zum Traditionsträger des Regiments im Bundesheer sowie zum Deutschen Orden und gibt neben dem „Deutschmeisterjournal“ in loser Folge weitere Publikationen heraus. Außerdem vergibt er für besondere Verdienste um die Deutschmeistertradition das vierstufige „Ehrenzeichen des Deutschmeisterbundes“, das (obwohl nichtstaatlich) vom österreichischen Verteidigungsministerium zum Tragen an der Uniform zugelassen ist.

## Bildergalerie

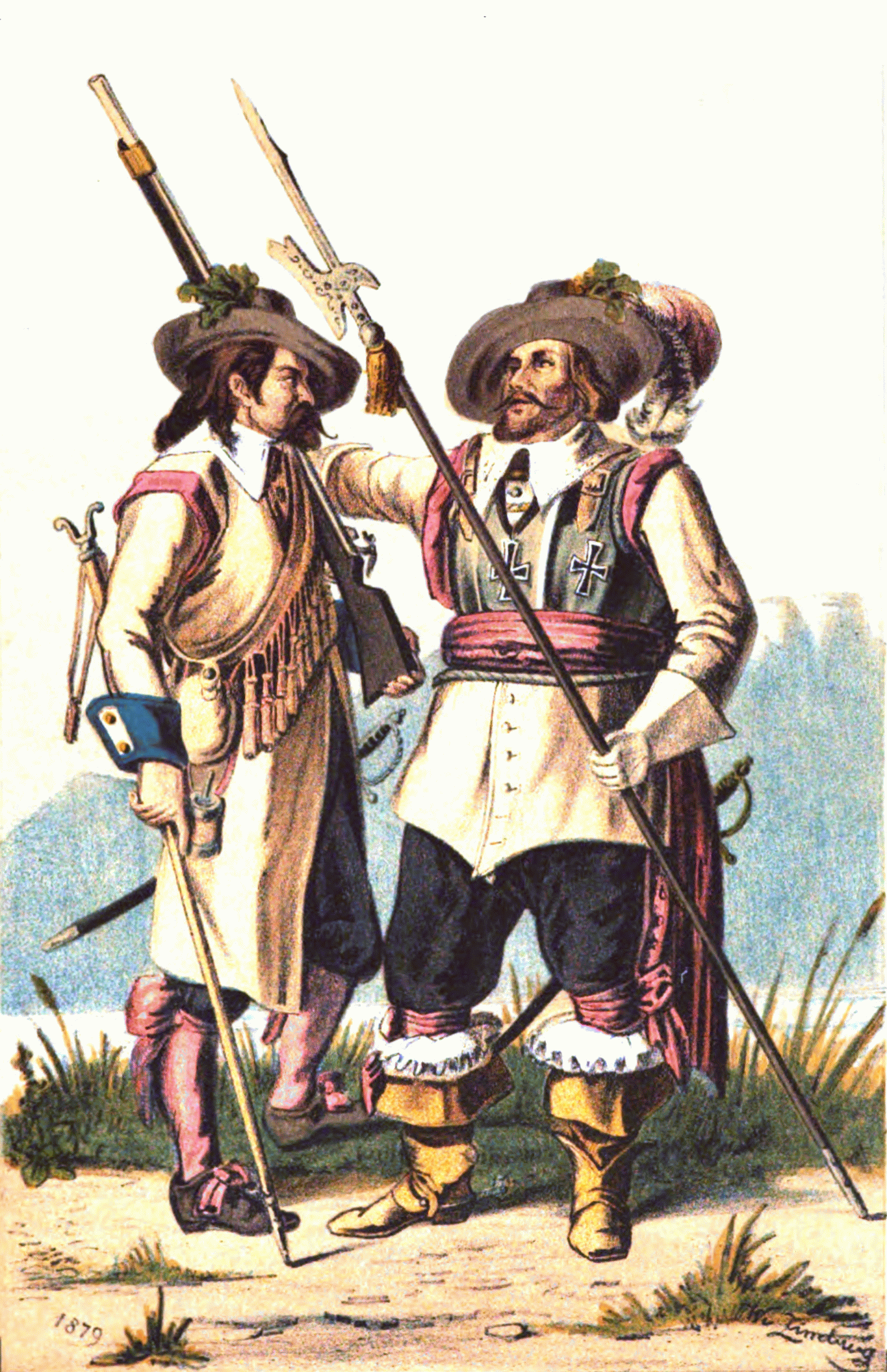
Musketier und Hauptmann der „Pfalz-Neuburg-Teutschmeister“ (1696)
Musketier und Obristwachtmeister der „Teutschmeister“ (1710)
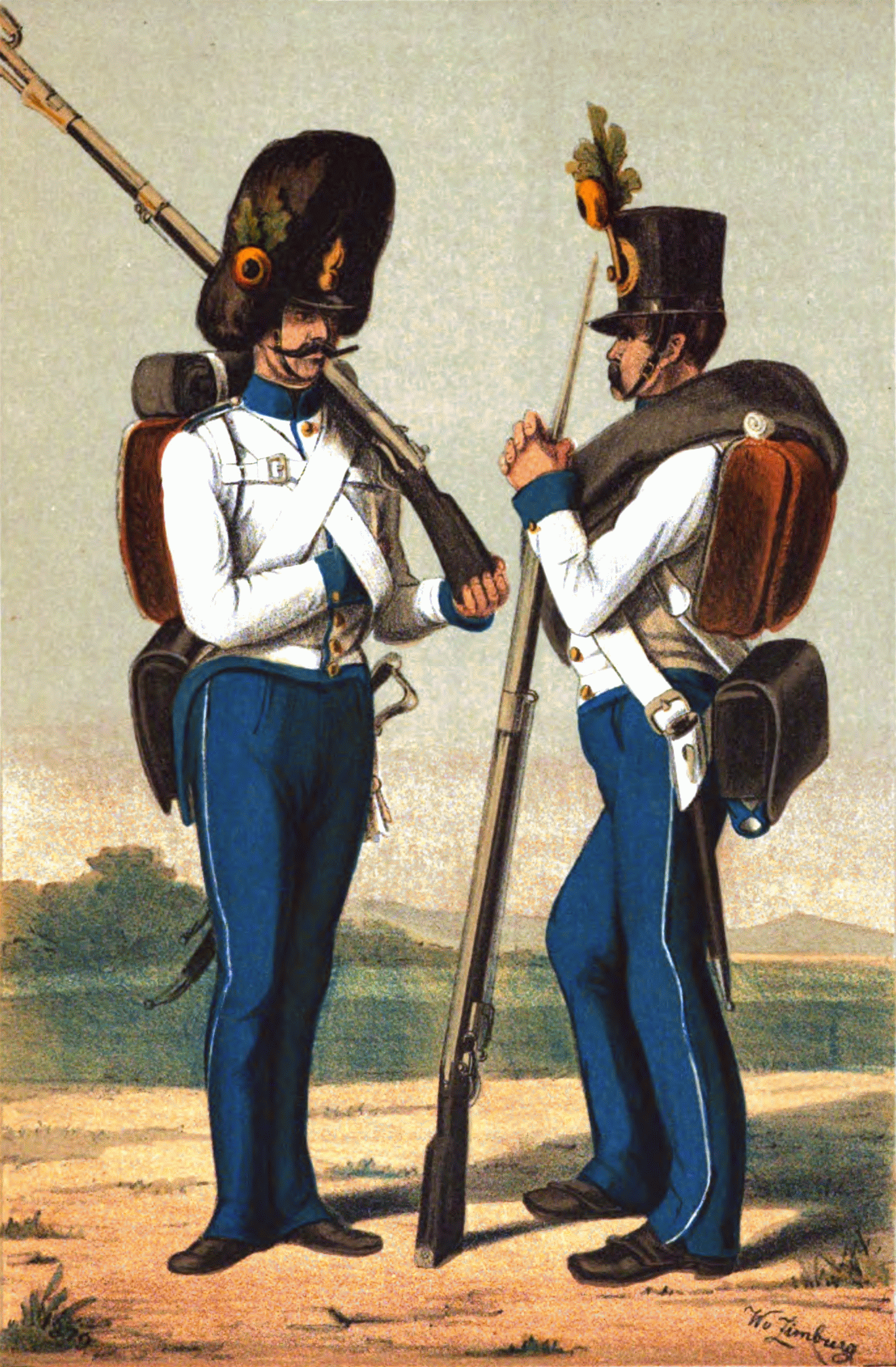
Grenadier und gemeiner Soldat der Hoch- und Deutschmeister (1836–1848)
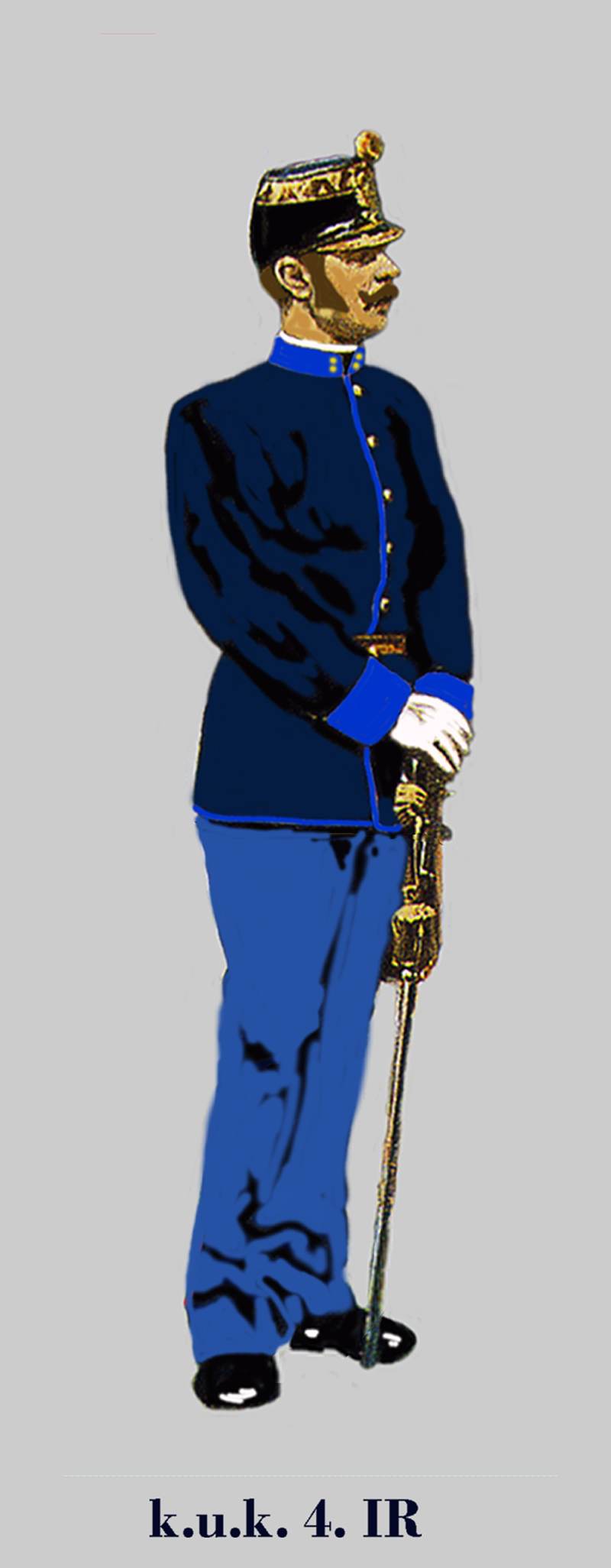
Oberleutnant der Hoch- und Deutschmeister zur Parade (1914)
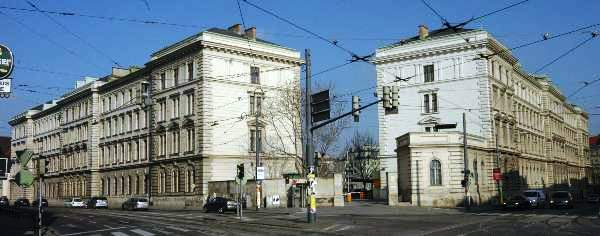
Rennweger Infanteriekaserne
Fahne des 3. Bataillons des Grenadier-Regiments Nr. 134

## Bekannte Angehörige des Regiments
- Damian Hugo Freiherr von Viermund zu Neersen (1666–1722)
- Johann Strauss (Vater) (1804–1849), Musiker, Komponist, diente beim Regiment
- Raimund Dorner (1831–1917), Oberst und Kommandant
- Liborius Hausner von Hauswehr (1834–1925), Feldmarschallleutnant und Kommandant, diente beim Regiment
- Carl Michael Ziehrer (1843–1922), Komponist, Kapellmeister beim Regiment 1885–1893
- Joseph Hellmesberger (1855–1907), Musiker und Dirigent, diente ab 1875
- Dominik Ertl (1857–1911), Musiker, Komponist, diente beim Regiment
- Wilhelm Wacek (1864–1944), Dirigent, Kapellmeister beim Regiment 1893–1918
- Wilhelm August Jurek (1870–1934), Musiker, diente 1891–1894 beim Regiment
- Hugo Flink (1879–1947), Schauspieler
- Hans Moser (1880–1964), Schauspieler, diente 1910–1912 und 1914–1918 beim Regiment
- Robert Stolz (1880–1975), Dirigent und Komponist, diente während des Ersten Weltkriegs
- Edward Rydz-Śmigły (1886–1941), Marschall von Polen, diente 1910–1911 beim Regiment
- Julius Herrmann (1889–1977), Dirigent und Musiker, diente 1910 beim Regiment
- Leo Reuss (1891–1946), Schauspieler, diente 1914–1918 beim Regiment

## Mediale Rezeption
Neben den Filmen Frühjahrsparade (1935) und Die Deutschmeister (1955) hinterließ das Regiment auch in der Musik Spuren:
- Deutschmeister-Regimentsmarsch von Wilhelm August Jurek (1870–1934)
- Deutschmeister-Marsch von Josef Bayer (1852–1913)
- Hoch- und Deutschmeister von Dominik Ertl (1857–1911)
- Deutschmeistergruß-Polka von Dominik Ertl
- Deutschmeister-Jubiläums-Marsch, Op. 470 von Johann Strauß Sohn (1825–1899)